# کرگج

کرکج یکی از محلات تبریز است که در حوزه شهرداری منطقه پنج شهرداری تبریز قرار دارد.

## موقعیت جغرافیایی
این بنا در جنوب محله کرکج قرار دارد که همجواری با رودخانه چای، فضای چشم‌نوازی را به تصویر می‌کشد. این برج در دره ای باصفا و سرسبز واقع شده و از متعلقات فضایی این مکان می‌توان به امکاناتی همچون رستوران، کافه‌ها و فست فودها اشاره کرد. فضای اطراف برج با درختان سرسبز پوشیده شده و مانند یک تفریحگاه از آن استفاده می‌شود. برای دسترسی به این پارک می‌توانید از خودروی شخصی یا اتوبوس استفاده کنید.

## نگارخانه

تقاتع غیر هم سطح کرگج

## قدمت
قدمت این سازه تاریخی به دوره صفویه می‌رسد. همان‌طور که از نام برج مشخص است محل خلعت دادن (سپردن لباس و منصب دولتی) به کارگزاران حکومتی بوده‌است. در زمان صفویه و قاجار، این بنا محل خلعت پوشاندن به افراد شاخص حکومتی بوده که توسط شاهزادگان یا ولیعهد مقیم تبریز صورت می‌گرفته‌است.